# اچ‌ام‌اس تایرلس (پی۳۲۷)
اچ‌ام‌اس تایرلس (پی۳۲۷) (به انگلیسی: HMS Tireless (P327)) یک زیردریایی بود که طول آن ۲۷۶ فوت ۶ اینچ (۸۴٫۲۸ متر) بود. این زیردریایی در سال ۱۹۴۳ ساخته شد.